# أم ذر
أم ذر الغفارية صحابية وزوجة الصحابي أبي ذر الغفاري.

## سيرتها
أسلمت أم ذر مع زوجها أبي ذر بعد أن تبين لهم فساد عبادة الأصنام، حيث كان لأبي ذر قبل إسلامه صنم يقال له نهم، أتاه أبو ذر يومًا فصبّ له لبنًا وتركه، ثم التفت فرأى كلبًا يشرب اللبن ثم بال على الصنم. ثم ذكر الخبر لامرأته، فأدركت أن الصنم لا ينفع ولا يضر، وأنشدت قائلة:
وتركا عبادة الأصنام. ثم أسلمت مع زوجها وانتقلا إلى يثرب، وظلا بها إلى أن توسعت الفتوحات الإسلامية، فخرجا إلى الشام. وجد أبو ذر حال المسلمين قد تغيّر، فألفوا رغد العيش، فأنّب أبو ذر معاوية بن أبي سفيان على ترف عيش المسلمين، فاشتكاه معاوية للخليفة عثمان بن عفان، فاستئذن أبو ذر عثمان في الخروج من المدينة، فسكن هو وزوجته في الربذة وبنى فيها مسجدًا، وفيها أقاموا حتى وفاته. ثم انتقل بها عبد الله بن مسعود إلى المدينة.